# Archidendron hendersonii
Archidendron hendersonii es una especie de árbol perteneciente a la familia de las fabáceas. Es originaria de Australia.

## Descripción
Es un árbol que alcanza un tamaño de hasta 18 m de altura, con el tronco marrón claro, ± reforzado. Las hojas con un par de pinnas; generalmente con 6 foliolos por pinna, generalmente opuestos, pero a veces los inferiores alternos, son lanceolados a ovados, de 4-13 cm de largo y 2-6 cm de ancho, ápice obtuso o agudo, asimétricos, glabros, superficie superior  brillante, y opaca la inferior; pecíolo 1-3.5 cm de largo. Inflorescencias de al menos 10 flores, de 6-8 cm de diámetro. Cáliz 4-5 mm de largo. Corola 10-15 mm de largo, de color blanco cremoso. Estambres 25-35 mm de largo, cremoso.
Legumbres  ± oblongas, curvadas, de 4-6 cm de largo, 8-12 mm de ancho exterior, naranja, rojo por dentro, las semillas de 5 mm de largo.

## Distribución y hábitat
Crece en el bosque húmedo subtropical ribereño y en las tierras bajas, al norte de Alstonville en Nueva Gales del Sur, desde Richmond River, New South Wales hasta Cape Melville en los trópicos de Queensland.

## Taxonomía
Archidendron hendersonii fue descrita por (F.Muell.) I.C.Nielsen  y publicado en Nordic Journal of Botany 2: 481. 1982.
Sinonimia
- Abarema hendersonii (F.Muell.) Kosterm.[4]
- Pithecellobium hendersonii F.Muell. basónimo
- Feuilleea hendersonii (F.Muell.) Kuntze
- Albizia hendersonii (F.Muell.) F.Muell.[5]